# Carl Gross (Maler)
Carl Gross (* 27. Februar 1903 in Hamburg; † 15. September 1972 ebenda) war ein deutscher Maler und Grafiker.

## Leben
Gross zeigte schon während seiner Schulzeit eine Begabung im Zeichnen und Malen. Die schlechte wirtschaftliche Situation der Familie machte eine künstlerische Laufbahn zunächst unmöglich. Bis zum Ende des Ersten Weltkriegs musste Gross zum Unterhalt beitragen, da der Vater als Soldat an der Front war. Nach dem Kriegsende fand sein ehemaliger Klassenlehrer einen Mäzen, der ihm privates Stipendium in Höhe von 4500 Reichsmark zur Verfügung stellte, so dass er ab 1918 die Hamburger Kunstgewerbeschule besuchen konnte. Dort studierte er unter anderem bei Arthur Illies neben Akt-, Porträt-, Plakat- und Schriftzeichnen, Malerei und Modellieren auch Lithographie und andere Druckverfahren, sowie Kunstgeschichte.
Die steigende Inflation sorgte dafür, dass er aufgrund von Geldmangel 1921 sein Kunststudium beenden  und sich Arbeit suchen musste. Er arbeitete als Plakat- und Dekorationsmaler für unterschiedliche Hamburger Firmen. Im November 1924 trat Gross eine Stelle in der Plakatdruckanstalt Plakat-Kunst Arno Kypke an, die der Firma Hoenicke & Kypke angegliedert war. Hoenicke & Kypke war Pächterin aller Reklamemöglichkeiten im Bereich der von der Hamburger Hochbahn A.G. betriebenen Verkehrsmittel. Gross war zunächst im Entwurfsatelier (im Versmannhaus am Rathausmarkt) tätig, später wurde er Leiter der grafischen Entwurfsabteilung. 1927 heiratete er die Schneiderin Ella Uhlmann.
1930 erwarb die Hamburger Kunsthalle ein Pastell mit dem Titel Zwei Föhren. 1937 wurde das Geschäft von Hoenicke & Kypke auf die neu gegründete Hamburger Verkehrsmittel-Werbung G.m.b.H. (HVW) übertragen, Gross wurde übernommen wurde weiterhin mit der die Leitung der grafischen Entwurfsabteilung betraut. Nach dem Ende des Zweiten Weltkriegs arbeitete er bis zu seiner Pensionierung wieder bei der HVW.